# Green Cross International

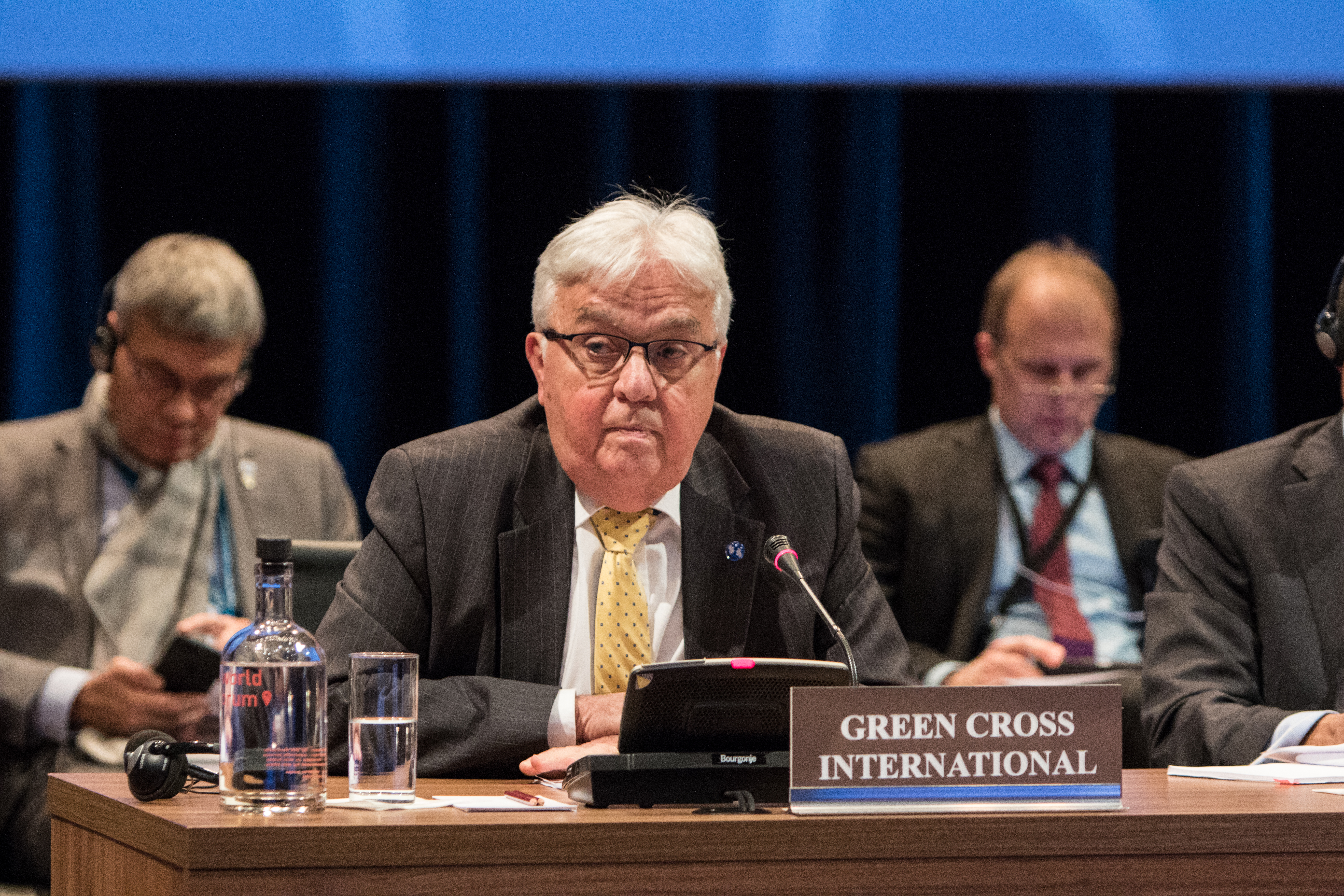
Dr. Paul F. Walker, Green Cross International, en el podio de la OPCW's Fourth Review Conference.

Green Cross International (también conocida como Cruz Verde Internacional) es una organización ambientalista fundada por el exlíder soviético Mijaíl Gorbachov en 1993, basándose en el trabajo iniciado por la Cumbre de la Tierra de 1992 en Río de Janeiro, Brasil. El concepto inicial preveía un organismo internacional para brindar asistencia a los países con problemas ecológicos. Las primeras organizaciones nacionales de la Green Cross se reunieron formalmente en La Haya (Países Bajos), en la primavera de 1994. Estas incluían Japón, Países Bajos, Rusia, Suiza y los Estados Unidos.
Actualmente, la red de Green Cross opera en más de 30 países.